# Weissport
Weissport est un borough situé au sud du comté de Carbon, en Pennsylvanie, aux États-Unis,. En 2010, il comptait une population de 412 habitants. Il est incorporé le 3 juin 1867.

## Démographie
Lors du recensement de 2010, le borough comptait une population de 412 habitants. Elle est estimée, en 2017, à 3 245 habitants.

### Source de la traduction
- (en) Cet article est partiellement ou en totalité issu de l’article de Wikipédia en anglais intitulé « Weissport, Pennsylvania » (voir la liste des auteurs).